# Sikara Kara I
Sikara Kara I is een bestuurslaag in het regentschap Mandailing Natal van de provincie Noord-Sumatra, Indonesië. Sikara Kara I telt 1374 inwoners (volkstelling 2010).